# Udria
Udria este o arie protejată (arie specială de conservare — SAC, sit de importanță comunitară — SCI) din Estonia întinsă pe o suprafață de 376,7 ha, integral pe uscat.

## Localizare
Centrul sitului Udria este situat la coordonatele 59°23′50″N 27°53′52″E / 59.3971°N 27.8977°E.

## Înființare
Situl Udria a fost declarat sit de importanță comunitară în aprilie 2004 pentru a proteja un număr necunoscut de specii din flora spontană și fauna sălbatică aflate în arealul zonei. Situl a fost protejat și ca arie specială de conservare în aprilie 2007.

## Biodiversitate
Situată în ecoregiunea boreală, aria protejată conține 10 habitate naturale: Vegetație anuală la limita mareei, Vegetație perenă pe țărmurile stâncoase, Faleze cu vegetație de pe coastele atlantice și baltice, Litoraluri nisipoase din Baltica boreală cu vegetație perenă, Dune împădurite din regiunile atlantică, continentală și boreală, Pajiști uscate seminaturale și facies de acoperire cu tufișuri pe substraturi calcaroase (Festuco-Brometalia) (* situri importante pentru orhidee), Pajiști fino-scandinave uscate până la mezice, bogate în specii de altitudine mică, Pante stâncoase calcaroase cu vegetație casmofită, Taiga vestică, Păduri pe pante, grohotișuri și ravene de Tilio-Acerion.
La baza desemnării sitului se află un număr nedeclarat de specii protejate.
Pe lângă speciile protejate, pe teritoriul sitului au mai fost identificate 1 specie de plante.